# نیمه‌عمر: نیروی مهاجم
نیمه‌جان: نیروی مهاجم (به انگلیسی: Half-Life: Opposing Force) یک بازی ویدئویی علمی تخیلی به سبک تیراندازی اول شخص است که توسط شرکت ولو ساخته شده است. بازی توسط گیرباکس سافتور و شرکت ولو ساخته شده و سییرا اینترتینمنت آن را در ۱۰ نوامبر ۱۹۹۹، برای مایکروسافت ویندوز منتشر نمود. نیروی مهاجم نخستین بسته تکمیلی برای بازی نیمه‌جان به شمار می‌رفت که اولین بار در آوریل ۱۹۹۹ رونمایی شد. رندی پیچفورد طراح اصلی بازی معتقد بود که گیرباکس سافتور برای اینکه شرکت ولو بتواند تمرکز خود را به کارهای آینده خود بدهد، کار ساخت این نسخه را به عهده گرفته است.

### وضعیت فعال بودن
در این روزها تعداد کمی از سرورها بازیکن دارند یا سروری وجود ندارد. اما هنوز افراد قدیمی هستند که در سرورها بازی میکنند و حالت های مختلفی را تجربه میکنند. بد نیست شماهم تجربه کنید.